# Hildemar Lidholm

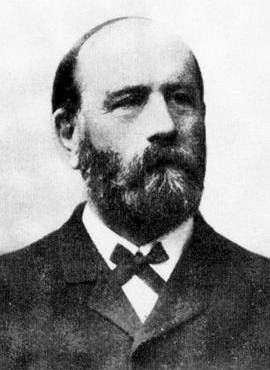
Hildemar Lidholm.

Hildemar Albin Lidholm, född 23 januari 1834 i Göteborg, död 22 december 1904 i Vårdinge församling, var en svensk jordbrukare och mejeriidkare.

## Biografi
Som ung ägnade sig Hildemar Lidholm åt jordbruk och köpte egendomen Nådhammar i Vårdinge socken på Södertörn. Spannmålstullarnas upphävande och den ökade importen från USA ledde till att spannmålspriserna sjönk. Han beslöt därför att utveckla ladugårdsskötseln och att sälja mjölkprodukter. På Nådhammar lät han bygga en stor ladugård och ett mejeri. Hans affärsidé var att köpa in mjölk från kringliggande gårdar och sedan sälja den tillsammans med egen mjölk och smör i Stockholm i så kallade Nådhammarsbodar. Verksamheten växte och snart var Lidholms Nådhammar sin tids största herrgårdsuppköpsmejeri i Sverige. Under en period exporterade han mjölk och grädde så långt som till Storbritannien. Företaget hette The Magnet Dairy Co Ltd och låg i Kingston upon Hull på Englands nordöstra kust. 
Med insamlandet av grädde och anläggandet av kärningsmejerier lade han grunden till en verksamhet, som efter hand omfattade stora delar mellersta och södra Sverige. Lidholm hade stor andel i att Sverige, som tidigare importöverskott av smör, från 1870 fick ett med varje år hastigt ökande exportöverskott. Mellan 1883 och 1896 var han VD för Mjölkbolaget som sedermera blev Arla. Trots att han varit blind sedan 45-årsåldern fortsatte han att utveckla sitt verk. I hans många anläggningar utbildades en mängd mejerifolk, som bidrog till mejerihanteringens snabba utbredning och höga standard i Sverige.